# Ademon angolanus
Ademon angolanus är en stekelart som beskrevs av Fischer 1963. Ademon angolanus ingår i släktet Ademon och familjen bracksteklar. Inga underarter finns listade i Catalogue of Life.